# 리처드 워프

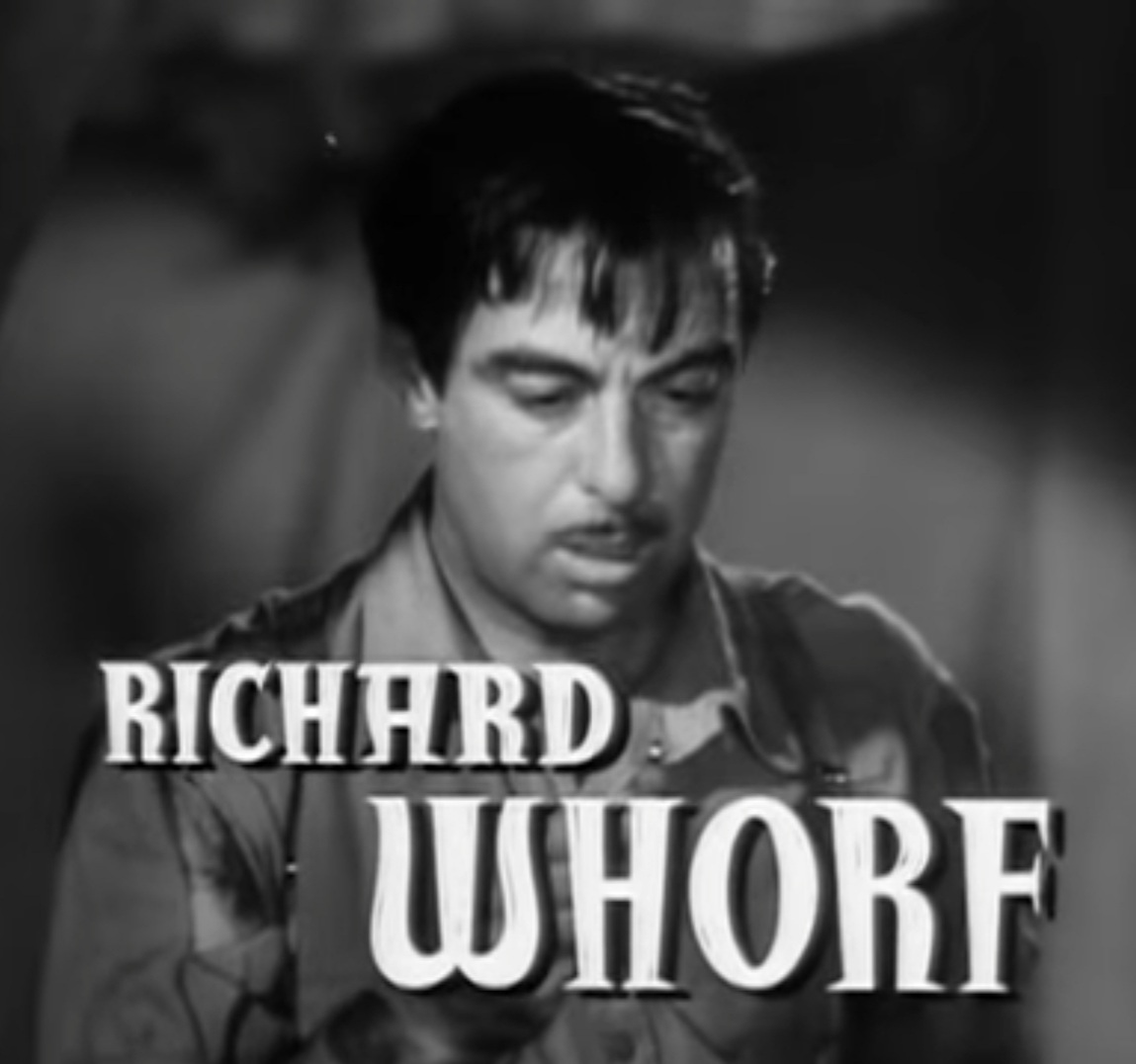

리처드 워프(Richard Whorf, 1906년 6월 4일 ~ 1966년 12월 14일)는 미국의 배우, 영화 프로듀서, 텔레비전 배우, 의상 디자이너, 각본가이다.
윈스럽에서 태어났으며 샌타모니카에서 사망하였다. 사인은 심근 경색이다.  포리스트 론 메모리얼 파크에 매장되었다.

## 영화
- 비버리 힐빌리즈 (1962년)
- 나의 세 아들 (1960년)
- 서부의 파라딘 (1957년)
- 딜론 보안관 (1955년)
- 히치콕 주간 (1955년)
- 그룸 워 스퍼스 (1951년)
- 럭셔리 라이너 (1948년)
- 나이팅게일 커티지 별장 (1947년)
- 잇 해펀드 인 브룩클린 (1947년)
- 틸 더 클라우즈 롤 바이 (1946년)
- 크리스마스 휴가 (1944년)
- 어사인먼트 인 브리타니 (1943년)
- 키퍼 오브 더 플레임 (1942년)
- 성조기의 행진 (1942년)
- 블루스 인 더 나잇 (1941년)